# Guido Messeri
Guido Messeri (Galluzzo, 6 agosto 1898 – Firenze, 27 dicembre 1972) è stato un ciclista su strada italiano, professionista dal 1923 al 1928.

## Carriera
Iniziò a correre da dilettante nel 1920 e ottenne subito buoni risultati; passò professionista nel 1923 e si mise in luce al Giro d'Italia di quello stesso anno arrivando quindicesimo nella classifica generale finale. Riuscì a confermare il risultato anche l'anno successivo e nel 1927, mentre nel 1928, in quella che fu la sua ultima stagione, giunse ventunesimo. Da professionista vinse una tappa al Giro della Provincia di Reggio Calabria 1923 e la Coppa Caivano 1924. Fu anche al via del Tour de France 1925, come touriste-routier, abbandonando prima della nona tappa.

## Palmarès
- 1923

2ª tappa Giro della Provincia di Reggio Calabria (Radicena > Bovalino)
- 1924

Coppa Caivano

## Piazzamenti

### Grandi Giri
- Giro d'Italia

1923: 15º
1924: 15º
1927: 15º
1928: 21º
- Tour de France

1925: non partito (9ª tappa)

### Classiche monumento
- Milano-Sanremo

1923: 26º